# Teleamazonas
Teleamazonas è un canale televisivo ecuadoriano di Grupo Teleamazonas.